# Sneakerhead
Sneakerhead (buciarz, kolekcjoner butów) – termin określający osobę, która zbiera, czy też kolekcjonuje buty, ale przy okazji zagłębia się w ich historię, posiada wiedzę na temat materiałów lub systemów amortyzacji zastosowanych w danym bucie. Interesuje go designer tworzący dany model i chce wiedzieć, jaka była inspiracja przy ich projektowaniu.

## Narodziny Subkultury
W latach siedemdziesiątych jedynie najlepsi tancerze uliczni Nowego Jorku mogli pochwalić się posiadaniem najładniejszych i najrzadszych, a więc najtrudniejszych do zdobycia butów. Były one im dostarczane bezpośrednio przez marki, co było pomysłem na reklamę swoich produktów. Sneakerheadzi w Stanach Zjednoczonych pojawili się w latach 80. XX wieku i można to przypisać dwóm głównym źródłom: koszykówce, a konkretnie pojawieniu się Michaela Jordana i jego serii butów Air Jordan wydanych w 1985 roku oraz wzrostowi znaczenia muzyki hip-hopowej. Bum butów do koszykówki sygnowanych podczas tej epoki dostarczył czystej różnorodności potrzebnej do powstania subkultury, a dzięki MTV muzyka stała się nie tylko dźwiękiem, ale też obrazem, w którym wygląd artysty był kluczowy. Sneakersy stały się jednym ze znaków rozpoznawczym raperów, a w konsekwencji również ich fanów.
W XXI wieku, zyskała także znaczną azjatycką pozycję, szczególnie w Filipinach, Malezji, Indiach i Chinach. Rynek sneakerheadów zaczął objawiać się w różnych miejscach. Rozwój internetowych sklepów i serwisów aukcyjnych zapewnił kolekcjonerom sneakersów nowe metody znajdowania najrzadszych modeli butów. Sklepy, strony internetowe i wydarzenia oferują rzadkie i ekskluzywne tenisówki. Jordan Geller otworzył Shoezeum w San Diego, galerii butów z kolekcjonerskimi butami o powierzchni 840 m². Foot Locker uruchomił Sneakerpedia.com, internetową społeczność skupiającą kolekcjonerów butów.

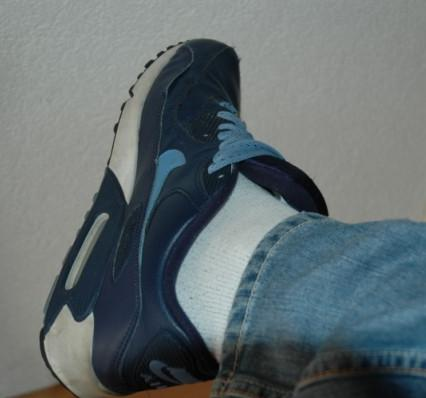
Nike Air Max-jeden z najbardziej kultowych modeli

## Sneakerheadzi w Polsce
W Polsce moda na sneakersy zaczęła nieśmiało pojawiać się pod koniec lat 90. Nie mogło być inaczej, skoro wcześniej Polacy, schowani za Żelazną Kurtyną, nie znali zagranicznych trendów, a przede wszystkim nie mieli dostępu do towarów z kapitalistycznego świata. Prawdziwy bum na sportowe obuwie nadszedł w latach 2006–2008 – w Polsce powstały wtedy pierwsze sklepy ze stricte specjalnymi wydaniami sneakersów.
W chwili obecnej w każdym większym mieście w Polsce można znaleźć sklepy, które oferują buty z linii lifestyle, może nie tak limitowane, ale zawsze to coś bardziej oryginalnego niż zwykłe „trampki”. Sklepów z bardzo limitowanymi seriami butów największych marek jest w Polsce aktualnie ok. dziesięciu.

## Wpływ internetu na rozwój subkultury
Na początku XXI wieku dzięki szybkiej popularyzacji internetu subkultura sneakerheadów przeżyła bardzo szybki rozwój. Kolekcjonerzy z całego świata mogli między sobą chwalić się swoimi zbiorami, wyrażać opinie o danym modelu, komentować nowe kolorystyki oraz wymieniać się informacjami na temat kolejnych wydań, premier czy edycji specjalnych popularnych modeli. Internet pozwolił także na łatwiejsze kupno czy odsprzedaż swoich ulubionych butów za kilkakrotnie wyższą cenę na stronach aukcyjnych, zaczęły powstawać specjalne fora dla członków subkultury. Rzadkie i limitowane modele zaczęły osiągać wielokrotnie wyższe ceny w stosunku do ich pierwotnej wartości detalicznej. Wzrost cen przyciągnął zainteresowane duże marki które coraz częściej zaczęły współpracować z artystami, gwiazdami czy muzykami, pozwalając im projektować buty sygnowane ich nazwiskiem, bardzo często limitowane. Celem firmy było wywołanie pożądania na dany produkt, a jednocześnie rozreklamowania swojej marki. Duże ograniczenia pod względem ilości wyprodukowanych par sprawiły, że stawały się one wysoce pożądane. Współpraca stworzyła zatem zupełnie nowy rynek dla kolekcjonerów.
Dla wielu osób świat sneakerheadów zaczął przekształcać się ze zbierania z pasji i dla zabawy w zysk z odsprzedaży danego modelu. Powstał nowy typ buciarza tzw. „spekulant”, który kupuje limitowaną parę i nawet w ten sam dzień sprzedaje po dużo wyższej cenie. Pojawienie się w internecie wielu spekulantów jeszcze bardziej wywindowało ceny do góry i zaczęło blokować tradycyjnych kolekcjonerów przed możliwością zdobycia wymarzonych butów.

## Slang Sneakerheadów
W latach 2010-teraz nastoletni sneakerheadzi pod wpływem mody hip-hopowej i subkultury skaterów zaczęli rozwijać własny żargon. Powszechnie używane słowa to:
- Bitersy – obuwie noszone na co dzień.
- Bred – czarno-czerwone buty.
- Coke whites – nieskazitelne białe buty.
- Colorway – kombinacja kolorów lub symboli na obuwiu.
- Cop (używany jako czasownik) – jak w zakupie lub nabyciu.
- Cozy Boy – modny, ale także wygodny.
- Deadstock – para butów, które nigdy nie były noszone.
- Double Up – kupowanie dwóch identycznych par butów.
- Ogień/Fire – coś bardzo ładnego lub ekscytującego np. but czy zdjęcie tego obuwia.
- Fresh – coś nowego, czego nigdy nie było na rynku buciarstwa.
- Garms – ubrania.
- Grail – wymarzony but.
- GR – ogólne lub powszechne.
- Gum Sole – tenisówki z pełnymi gumowymi podeszwami.
- Highs/High Top – but za kostkę.
- Hypebestia – osoba podążająca za nowymi trendami, najważniejsze dla niej jest cena butów czy innej części garderoby, a nie jego historia, jakość czy wygląd.
- Ice – trampki z przezroczystymi podeszwami.
- Instacop – kupowanie pod wpływem impulsu.
- JB – logo marki Jordan
- Jumpman – koszykarz Michael Jordan, może również odnosić się do logo Jordana przedstawiającego Michaela często widywanego na butach.
- Kicksy – buty.
- Lows – buty zakończone poniżej kostki.
- NiB (New in box) – nienoszona para, nie wyciągana z pudełka.
- OG – pierwsze wydanie danego buta.
- Reseller – osoba, która kupuje duże ilości nieużywanych limitowanych sneakersów, aby sprzedawać z zyskiem[5].
- Red October – całe czerwone buty.
- Tonal – trampki w jednym kolorze.
- Unauthorised – podróbki[6].
- VNDS (very near Deadstock) – obuwie prawie nowe, po jednym/dwóch wyjściach na których nie ma śladów używania.
- Yeezy – buty zaprojektowane przez rapera Kanyego Westa.